# Small Dole
Small Dole – wieś w Anglii, w hrabstwie West Sussex, w dystrykcie Horsham. Leży 37 km na wschód od miasta Chichester i 68 km na południe od Londynu.